# Vaejovis mitchelli
Espèce
Vaejovis mitchelli est une espèce de scorpions de la famille des Vaejovidae.

## Distribution
Cette espèce est endémique du Mexique. Elle se rencontre au Querétaro et au San Luis Potosí.

## Description
Le mâle holotype mesure 56,3 mm et la femelle paratype 68,5 mm. Vaejovis mitchelli mesure de 50 à 70 mm.

## Étymologie
Cette espèce est nommée en l'honneur de Robert W. Mitchell.

## Publication originale
- Sissom, 1991 : « Systematic studies on the nitidulus group of the genus Vaejovis, with descriptions of seven new species (Scorpiones, Vaejovidae). » The Journal of Arachnology, vol. 19, no 1, p. 4-28 (texte intégral).